# James J. Jeffries
James Jackson Jeffries (også kaldet Jim J. Jeffries) (15. april 1875 – 3. marts 1953) var en amerikansk bokser, der var verdensmester i sværvægt fra 1899 og indtil han trak sig ubesejret tilbage i 1905. 
James J. Jeffries huskes i dag som værende blandt de bedste sværvægtsmestre, men eftermælet er skæmmet af Jeffries' nederlag til Jack Johnson i 1910 og den åbenlyst racistiske stemning, som kampen mellem den hvide Jeffries og den sorte Johnson blev afviklet under. 
Jeffries var med en højde på 1,87 m og en kampvægt på 225 pund (ca. 102 kg) efter nutidens standarder ikke en specielt stor bokser, men på sin tid var Jeffries regnet for en meget stor bokser, og har var væsentlig højere og tungere en mange af de modstandere, som Jeffries mødte. Jeffries var en trimmet atlet, der kunne løbe 100 yards (91 m) på under 10 sekunder og kunne i højdespring springe over 180 cm, hvilket på daværende tidspunkt var imponerende bedrifter. 

## Opvækst
James J. Jeffries blev født i den lille by Carroll i Ohio. I 1891 flyttede familien fra farmen i Ohio til Los Angeles i Californien. 
Jeffries arbejdede på et tidspunkt som kedelmager, før han begyndte at bokse, hvilket gav ham tilnavnet "The Boilermaker" ("Kedelmageren").

## Karriere
Jeffries boksede som amatør, indtil han i en alder af 20 år blev professionel. Han debuterede den 29. oktober 1895, da han i Los Angeles besejrede Hank Lorraine på knockout.
Allerede i sin tredje kamp som professionel mødte Jeffries den stærke sorte amerikaner Hank Griffin, der forinden havde mødt Jack Johnson tre gange uden at tabe. Jeffries stoppede Griffin på knockout i 14. omgang. I sin sjette kamp mødte Jeffries i 1897 amerikaneren Gus Ruhlin, som Jeffries havde nede, men som alligevel opnåede uafgjort mod Jeffries til publikums store mishag. 
Jeffries tog et stort skridt mod en titelkamp, da han i 1898 i sin 9. professionelle kamp mødte den sorte bokser Peter Jackson. Jackson regnedes for en af de bedste sorte boksere på den tid, og alene Jacksons hudfarve havde hindret ham i at opnå en kamp om verdensmesterskabet. Jackson havde inden kampen alene tabt en enkelt kamp i karrieren, og dette lå 14 år tilbage. Jackson var dog 36 år på tidspunktet for kampen mod Jeffries, og havde ikke bokset en kamp i knap tre år. Jeffries vandt let kampen på knockout i tredje omgang I den resterende del af 1898 vandt Jeffries over de stærke sværvægtere "Mexican" Pete Everett, Tom Sharkey og Bob Armstrong. Jeffries var efter blot 12 professionelle kampe ubesejret med sejre over de stærkeste sværvægtere, og var nu udfordrer til englænderen Bob Fitzsimmons' verdensmesterskab i sværvægt.

### Verdensmester i sværvægt
Kampen mellem mesteren Bob Fitzsimmons og Jeffries fandt sted den 9. juni 1899 på Coney Island i Brooklyn, New York. Fitzsimmons dominerede i store dele af kampen, men Jeffries' råstyrke og slagkraft sled Fitzsimmons ned, og i 11. omgang slog Jeffries mesteren ud. 
I sit andet titelforsvar den 6. april 1900  mødte Jeffries udfordreren Jack Finnegan, der blev slået ud efter blot 55 sekunders boksning, hvilket fortsat er den korteste VM-titelkamp i sværvægt gennem tiderne.  
I sin næste kamp satte Jeffries titlen på spil mod den tidligere verdensmester James J. Corbett, der var berømmet for sin teknik, men som havde tabt titlen til Fitzsimmons i 1897. Corbett boksede en fremragende kamp, og var klart foran på point, da Jeffries i kampens 23. omgang med en hård venstre slog Corbett ud. 
Efter at have besejret Gus Ruhlin, der i en kontroversiel afgørelse tidligere havde bokset uafgjort med Jeffries var tiden inden til en returkamp mod Fitzsimmons, der blev afviklet den 25. juli 1902 i San Francisco. Fitzsimmons viste sig i kampen som en langt bedre tekniker og med stor slagkraft, og Fitzsimmons udboksede i store dele af kampen Jeffries, hvis næse blev brækket i kampen. Men Jeffries' var en stærk og særdeles hårdfør bokser, og på trods at Fitzsimmons hårde træffere gennem det meste af kampen fik Jeffries i kampens 8. omgang en serie hårde træffere ind på Fitzsimmons, der blev talt ud. Publikum var højlydt utilfredse, og der var beskyldninger om, at Fitzsimmons havde ladet sig tælle ud med vilje, hvilket begge boksere dog altid kategorisk afviste.
Jeffries mødte atter Corbett den 14. august 14 1903, men Corbett var på dette tidspunkt 37 år og havde ikke været i ringen i tre år. Jeffries vandt uden problemer kampen på knockout i 10. omgang. Jeffries satte titlen på spil i yderligere en række VM-kampe indtil han som den første sværvægtsmester nogensiden trak sig ubesejret tilbage i maj 1905.
Da Jeffries trak sig tilbage havde han en rekordliste på 21 kampe uden nederlag, og havde besejret de bedste i klassen, og Jeffries blev af mange anset som den sande mester i klassen på trods af, at andre boksere overtog VM-titlen. Efter at have trukket sig tilbage fungerede Jeffries som kampleder i flere kampe, herunder i kampen mellem Marvin Hart og Jack Root om den VM-titel, der var blevet ledig efter Jeffries. 
Jeffries har formentlig bokset flere kampe end de 22 kampe, der angives i de officielle rekordlister. På daværende tidspunkt var der ikke skarpe skillelinier mellem opvisningskampe og "rigtige" kampe, og langt fra alle kampe blev registreret. Der er dog ingen rapporter om, at Jeffries nogensinde skulle være blevet besejret før end han trak sig tilbage fra boksningen i 1905. Jeffries blev aldrig slået i gulvet før han trak sig tilbage i 1905.
Efter boksningen koncentrerede Jeffries sig om sit arbejde som farmer, hvor han dyrkede lucerne.

### Kampen mod Jack Johnson
Efter at Jeffries havde bokset sin sidste kamp i 1904 mod Jack Munroe blev VM-titlen overtaget af andre boksere, og i 1908 vandt Jack Johnson VM-titlen som den første sorte bokser nogensinde. Det var på daværende tidspunkt af det hvide Amerika anset som særdeles upassende, at en sort bokser var indehaver af den mest fornemme af boksetitlerne, og da Johnson uden større problemer eliminerede al modstand i klassen, blev der fra flere avisers side lagt et betydeligt pres på Jeffries på at gøre et comeback og tage titlen tilbage. Forfatteren Jack London udtalte offentligt, at "Jim Jeffries må komme tilbage fra sin lucerne-farm og tørre det gyldne smil af Jack Johnsons ansigt". En avis trykte en tegning af en jordklode med en sort bums i ansigtet, og opfordrede "doktor Jeffries" til at fjerne bumsen. Jeffries valgte i denne stemning at gøre comeback i en kamp mod Johnson om VM-titlen. Jeffries udtalte som begrundelse for sit comeback "Jeg føler mig forpligtet til overfor sportspublikummet til i det mindste at gøre et forsøg på at genvinde sværvægtsmesterskabet for den hvide race ... Jeg må gå i ringen igen og demonstrere, at den hvide mand er kongen over dem alle"
Kampen blev arrangeret af datidens store boksepromotor Tex Rickard, og blev kendt som "Fight of the Century" og et symbol på spændingerne mellem hvide og sorte i datidens USA. Kampen mellem den sorte Johnson og den hvide Jeffries blev symbolsk afviklet på USA's nationaldag den 4. juli 1910 i Reno i Nevada. Kampen tiltrak sig enorm interesse og blev overværet af et publikum på 20.000 tilskuere. Kampen blev filmet af flere kameraer, og der findes i dag flere film, der dokumenterer forløbet af kampen, herunder Boksekampen i Reno, der også blev vist i Danmark. 
Jeffries havde siden han boksede sin sidste kamp i 1904 taget vægt på og vejede mere end 300 pund (136 kg), inden han gik i træning til kampen. Jeffries havde tidligere i sin karriere draget fordel af sin fremragnede fysiske form, ligesom han ofte var større end de modstandere han mødte. Mod Johnson havde Jeffries ikke fordel af større højde, ligesom Johnson var i stærk fysisk form i modsætning til Jeffries, der i de seks år uden for ringen havde taget på og havde mistet muskelmasse.
Kampen viste, at Jeffries var langt fra tidligere tiders styrke. Johnson var overlegen i hele kampen, og Tex Rickard, der fungerede som kampleder, stoppede kampen, da Jeffries var blevet slået i gulvet tre gange i 15. omgang af kampen.
Den tidligere sværvægtsmester John L. Sullivan berettede for The New York Times, at der aldrig tidligere havde været en så ensidig kamp om sværvægtsmesterskabet, og at Johnson boksede fair under hele kampen.

## Efter karrieren
Efter afslutningen af boksekarrieren fungerede Jeffries som boksetræner og som boksepromotor. Jeffries medvirkede endvidere som kampleder ved en række boksekampe. 
Jeffries havde gennem sin karriere som bokser tjent omkring 200.000 $ (heraf godt 100.000$ alene på kampen med Jack Johnson), men Jeffries gik i 1923 konkurs. Konkursen tvang ham tilbage i bokseringen i en række opvisningskampe mod sin ven Tom Sharkey.
Ved sin død i 1953 blev han begravet på Inglewood Park Cemetery i Inglewood, Californien.
James J. Jeffries blev optaget i International Boxing Hall of Fame i 1990.